# Edgar Grospiron
Edgar Grospiron (Saint-Julien-en-Genevois, 17 de març de 1969) és un esquiador francès, ja retirat, especialitzat en esquí acrobàtic.

## Biografia
Va néixer el 17 de març de 1969 a la ciutat de Saint-Julien-en-Genevois, població situada al departament de l'Alta Savoia.

## Carrera esportiva
Especialsita en la modalitat de bamps, va participar en els Jocs Olímpics d'Hivern de 1988 realitzats a Calgary (Canadà), on aconseguí guanyar la medalla de bronze en la prova realitzada de demostració. En els Jocs Olímpics d'Hivern de 1992 realitzats a Albertville (França) aconseguí la medalla d'or en aquesta prova, i va participar també en els Jocs Olímpics d'Hivern de 1994 realitzats a Lillehammer (Noruega), on aconseguí guanyar la medalla de bronze.
Al llarg de la seva carrera ha aconseguit tres medalles d'or en el Campionat del Món d'esquí acrobàtic.